# SpaceX CRS-7
SpaceX CRS-7 è stata una missione spaziale privata di rifornimento per la Stazione spaziale internazionale, realizzata da SpaceX per contratto con la NASA nell'ambito del programma Commercial Resupply Services. Il lancio è avvenuto il 28 giugno 2015, ma il razzo vettore Falcon 9 v1.1 è esploso dopo 139 secondi dal decollo, poco prima che il primo stadio si separasse. L'incidente si è verificato a causa del cedimento di un puntone di sostegno di una delle bombole di elio pressurizzato, situate dentro il serbatoio dell'ossigeno liquido del secondo stadio. Questo cedimento ha compromesso l'integrità del sistema di pressurizzazione ad elio; il gas si è quindi riversato nel serbatoio dell'ossigeno liquido, provocandone la rottura per sovrappressione. Il puntone che ha ceduto era certificato per reggere carichi ben al di sopra di quelli previsti dal lancio; d'ora in poi, quindi, SpaceX utilizzerà strumenti aggiuntivi per il controllo qualità, in modo da assicurarsi che le caratteristiche di tutti i componenti rispondano effettivamente alle relative certificazioni.
La capsula Dragon è sopravvissuta all'esplosione ma è stata persa all'ammaraggio poiché il computer di bordo non era programmato per aprire il paracadute nel caso di un'emergenza al lancio. Essa è stata il nono volo per la navetta spaziale Dragon e la settima missione operativa di SpaceX.
Il carico utile era composto da vari strumenti scientifici, rifornimenti, parti di ricambio e dal primo International Docking Adapter (IDA-1).